# Ēriks Pētersons
Ēriks Pētersons, né le 7 octobre 1909 à Riga en Empire russe et mort le 29 juin 1987 au Michigan aux États-Unis, était un joueur letton de football et de hockey sur glace, qui évoluait au poste d'attaquant.

## Biographie

### Carrière internationale
Ēriks Pētersons compte 63 sélections et 24 buts avec l'équipe de Lettonie entre 1929 et 1939. Il est le meilleur buteur de la sélection lettone, avant d'être dépassé par Māris Verpakovskis en octobre 2009.
Il est convoqué pour la première fois pour un match de la Coupe baltique 1929 contre la Lituanie le 14 août 1929 (victoire 3-1). Il reçoit sa dernière sélection le 24 septembre 1939 contre la Finlande (victoire 3-0).
Le 15 septembre 1929, il inscrit son premier but en sélection contre la Finlande, lors d'un match amical (défaite 3-1). Puis, le 17 août 1930, il inscrit un triplé lors d'une rencontre face à la Lituanie comptant pour la Coupe baltique 1930 (match nul 3-3). Par la suite, le 30 juin 1931, il marque un quintuplé, lors d'un match amical contre cette même équipe (victoire 5-2). Enfin, le 12 juin 1933, il marque encore un triplé en amical, une nouvelle fois face à la Lituanie (victoire 6-2).
Ēriks Pētersons joue également au hockey, et reçoit 8 sélections en équipe de Lettonie de hockey sur glace, pour 2 buts inscrits.

## Palmarès

### En club
Il est champion de Lettonie en 1931, 1935 et 1940 avec le RFK Riga. Il remporte également la coupe de Lettonie en 1937 et en 1939.

### En sélection
Il est vainqueur de la coupe baltique en 1932, 1933, 1936 et 1937